# Ash Amin
Ash Amin (Kampala, 31 de octubre de 1955) es un geógrafo y académico británico experto en estudios urbanos, globalización, migraciones y multiculturalidad.

## Biografía
Emigró con su familia al Reino Unido cuando tenía dieciséis años. Se graduó en la Universidad de Reading donde también se doctoró años después en geografía. Catedrático de Geografía en la Universidad de Cambridge, es vicepresidente de la Academia Británica y desde 2015 su secretario exterior.  En reconocimiento a su trayectoria en sus estudios sobre Europa ha sido galardonado con el premio Edward Heath de la Royal Geographical Society de Londres en 1998, ha sido reconocido como Comendador de la Orden del Imperio Británico y es doctor honoris causa por la Universidad de Uppsala. Es fundador y coeditor de la Review of Internacional Political Economy y editor asociado de City. Entre sus obras publicadas en español se encuentra Tierra de extraños (Galaxia Gutenberg, 2013) y ha coeditado, junto con Philip Howell, Releasing the Commons: Rethinking the Futures of the Commons (Routledge, 2016) y, con Nigel Thrift,  Seeing Like a City (Polity, 2016).